# Droga na Górę Karmel
Droga na Górę Karmel jest jednym, być może najważniejszym z czterech dzieł Św. Jana od Krzyża, Doktora Kościoła i katolickiego mistyka. Traktat jest szczegółowym opisem ascetycznej drogi prowadzącej do zjednoczenia z Bogiem. Św. Jan czerpał zarówno z Biblii jak i katolickiego dziedzictwa teologiczno-filozoficznego, jak augustynizm i tomizm, oraz z osobistych doświadczeń. Książka rozpoczęta jako obszerny komentarz do treści poematu Autora o tym samym tytule, przechodzi następnie w systematyczny wykład życia wiary i drogi mistycznej.

## Układ treści
Książka jest podzielona na trzy księgi. 
Pierwsza księga dotyczy ogólnie doświadczenia tzw. nocy duchowej w jej różnych wymiarach: mówi o jej istocie, konieczności. Święty rozpoczął księgę jako komentarz pierwszej strofy poematu: En una noche oscura (pol. W noc jedną pełną ciemności...). Ostatecznie jednak, w trakcie pisania, komentarz stał się traktatem o życiu duchowym. Autor nie dotrzymał też zapowiedzianego przez siebie schematu zmysły-duch (por. ks.I,1,2). Księga druga i trzecia wyjaśniają życie cnót teologalnych jako drogę do oczyszczenia i zjednoczenia z Bogiem. Swobodne podejście Autora do zamierzonego planu jest zrozumiałe ze względu na dynamikę opisywanego rozwoju życia duchowego. Droga duchowa wymyka się systematycznym podziałom, które mają tendencje do mnożenia się. Np. omawiając zagadnienie oczyszczenia woli, Święty zapowiedział na początku omówienie czterech klasycznych uczuć: radości, nadziei, smutku i lęku (por. ks. III 16, 2-3). Następnie, omawiając radość wyliczył jej sześć rodzajów, a jeden z tych rodzajów podzielił jeszcze na cztery (por. ks.III 35, 1). Dzieło ma charakter niedokończony. Księga trzecia została przerwana w połowie 45 rozdziału. Ostatnie zdanie pozostało nieskończone.
Doktryna św. Jana jest owocem jego doświadczenia miłości Boga, którą próbował wyrazić w poezji i opisać w komentarzu teologicznym. Autor uczy zasad czynnego oczyszczenia wyobraźni i rozumu. Pokazuje, w jaki sposób człowiek idący drogą wiary zostaje oswobodzony od mechanizmu wielorakości władz duszy. Doznaje scalenia i prostoty życia, urzeczywistniającego się w poznaniu, pamiętaniu i miłości. Następnie, przez noc ducha, doświadcza przemienienia całej swej osobowości.
Doktor Karmelu daje też wskazówki do odpowiedniego rozeznania i ustosunkowania się do darów nadprzyrodzonych. Trzecia księga kontynuuje temat czynnej nocy ducha koncentrując się na oczyszczeniu pamięci i woli oraz na opisie sześciu rodzajów dóbr do jakich może zwracać się ludzka wola. 
Charakterystyczną cechą koncepcji ascetycznej zawartej w Drodze na Górę Karmel jest powiązanie oczyszczenia trzech władz duchowych: rozumu, pamięci i woli z trzema cnotami teologalnymi: wiarą, nadzieją i miłością.

Szkic św. Jana od Krzyża do Drogi: prowadzi przez liczne nada (pol. nic) mówiące o doznawanym w jej trakcie ogołoceniu duchowym – doświadczeniu braku widzenia, wiedzy, pociech itp. U jej kresu znajduje się je ostatecznie bez szukania: „kiedy już nie chcę szukać, znajduję wszystko bez szukania”. A na szczycie Góry święty umieścił napis: „Na tej górze przebywa jedynie cześć i chwała Boga”.

## Tematy

### Wiara
Jednym z głównych tematów Drogi jest wiara jako droga oczyszczenia. Św. Jan nauczał, że ojcami wiary chrześcijańskiej są święci Patriarchowie. Według niego dopiero człowiek – czy jak go określał: dusza – który został uwolniony od przywiązań doczesnych i cielesnych może być zaliczony do społeczności ojców wiary (por. ks. I, 2,3) 
W księdze drugiej Autor obszernie opisał stopniowe oczyszczenie wiary człowieka. Według niego, wiara jest pewną i ciemną sprawnością człowieka. Jest ciemną, ponieważ dzięki niej obcuje się z rzeczywistością, której prawda jest objawiana przez Samego Boga i przekracza wszelkie naturalne zdolności poznawcze rozumu. Jest ona zupełnie odmienna od tego, co odpowiada rozumowi, co jest doń „proporcjonalne”. Niesie tak silne światło duchowe, że rozum jakby ślepnie. Sprawia to, że poznający doświadcza całkowitej ciemności, określanej jako „noc wiary” (por. ks. II, 3.1). Według św. Jana od Krzyża, jeśli człowiek trwa w tym świetle wiary, mimo doświadczenia bycia jakby ociemniałym, szybko zbliża się do zjednoczenia z Bogiem. Jest oczyszczany ze wszelkich nieuporządkowanych pożądań i przywiązań, które brudzą duszę (por. ks. II,9,1). Czysta wiara bardziej niż wizje duchowe rozpala miłość ku Bogu (por. ks. II,23,8). Duch Święty działa w człowieku zależnie od tego czy i jak bardzo jest skupiony wewnętrznie w swych władzach umysłowych. I odwrotnie, umysł nie może znaleźć większego skupienia niż w wierze. Im czystszym i doskonalszym jest dany człowiek, w doskonałości wiary, tym więcej posiada wlanej miłości Boga. Bóg ukazuje mu tajemnice i podnosi przez cnoty i dary mistyczne (por. ks. II,29,6) .